# Nguyễn Văn Hùng (athlétisme)
Pour l'artiste martial, voir Nguyễn Văn Hùng (artiste martial).
 (février 2022).
Si vous disposez d'ouvrages ou d'articles de référence ou si vous connaissez des sites web de qualité traitant du thème abordé ici, merci de compléter l'article en donnant les références utiles à sa vérifiabilité et en les liant à la section « Notes et références ».
Nguyễn Văn Hùng, né le 3 avril 1989, est un athlète vietnamien spécialisé dans le triple saut.

## Biographie
Il participe aux championnats du monde d'athlétisme de 2009, ne se qualifie pas pour la finale et termine cinquième aux Jeux d'Asie du Sud-Est de 2009. En juillet 2010, lors du 17e Ho Chi Minh City Open International Athletics Tournament, il établit un nouveau record national vietnamien dans le triple saut en sautant 16,41 mètres (53 pi 10,1 po) et battant son propre record précédent de 16,37 mètres (53 pi 8,5 po)[réf. nécessaire].
Le 19 décembre 2013, il s'empare de la médaille d'or aux Jeux d'Asie du Sud-Est de 2013 en établissant un nouveau record des jeux grâce à un saut de 16,67 mètres.